# 平井貴大
平井 貴大（ひらい たかひろ、1995年6月2日 - ）は、日本の声優、舞台俳優。千葉県出身。

## 略歴
プロダクション・エース演技研究所出身。『会いたい』のハン・ジョンウ（子供時代）役の吹き替えで声優デビュー。

## 人物
資格は電卓検定通常計算2級、全商情報処理検定2級をそれぞれ持っている。

## 出演

### テレビアニメ
2014年
- デート・ア・ライブ シリーズ（2014年 - 2022年、男子生徒） - 2シリーズ

2015年
- ISUCA
- 空戦魔導士候補生の教官（男子生徒、男子C）
- 櫻子さんの足下には死体が埋まっている（男子生徒）

2016年
- 私がモテてどうすんだ（生徒）

2017年
- 僕の彼女がマジメ過ぎるしょびっちな件（店員）
- シックスハートプリンセス（アーク）

2019年
- 盾の勇者の成り上がり（信者）

2020年
- THE GOD OF HIGH SCHOOL ゴッド・オブ・ハイスクール（男子学生、ザ・ビースト、少年、生徒、観客 他）

2021年
- RE-MAIN（石上）

2022年
- チェンソーマン（ゾンビ達）

2023年
- サザエさん（堀川）
- レベル1だけどユニークスキルで最強です（ブラックパーティー男性）

### ゲーム
- 神話創世RPG アマデウス（2016年、ゼウス[7]）

### 吹き替え

#### 映画
- IT/イット “それ”が見えたら、終わり。（ヘンリー・バワーズ〈ニコラス・ハミルトン〉[8]）
  - IT/イット THE END “それ”が見えたら、終わり。[9]
- キングスマン:ファースト・エージェント（士官候補生[10]）
- こころに剣士を
- サマー・オブ・84（ファラデイ〈コリー・グルーター＝アンドリュー〉）
- シニアイヤー（ヤズ）
- シャークネード カテゴリー2
- ハンガー・ゲーム0
- ブラック・ウィドウ（囚人[11]）
- フロッグ（コナー・ハーパー〈ジュダ・ルイス〉[12]）
- メイズ・ランナー
- ロスト・シティZ 失われた黄金都市（ジャック・フォーセット〈トム・ホランド〉[13]）

#### ドラマ
- iゾンビ
- 会いたい（子供時代のハン・ジョンウ〈ヨ・ジング〉[2]）
- アフェア 情事の行方 シーズン3
- ヴァイキング 〜海の覇者たち〜 シーズン4（ヴィトゼルク〈マルコ・イルソ〉）
- 王女ピョンガン 月が浮かぶ川（ウォン〈パク・サンフン〉[14]）
- カササギ殺人事件（ジェイムズ/フレーザー〈マシュー・ビアード〉）
- 仮面の王 イ・ソン
- ヘチ 王座への道
- グッド・プレイス
- グッド・ワイフ
- シカゴ・ファイア シーズン4
- シカゴ P.D.
- トロイ伝説: ある都市の陥落
- THE 100/ハンドレッド
- ブラック・ミラー シーズン4
- ブルックリン・ナイン-ナイン
- レイヴン 〜少女とポニーの物語〜
- ワルノリ!どっきりギャング

#### アニメ
- トランスフォーマー アーススパーク（ホログラム少年、コンウェイ[15]、戦闘員[16]、捜査官[17]）

### 舞台
- ヨネスク「わっぱら＠ジーバの庭」（2016年6月18日 - 21日、Gallery W）[18]
- 多摩美術大学演劇舞踊デザイン学科第一期生 2017年度卒業制作演劇「大工」（2017年12月23日 - 25日、東京芸術劇場 シアターイースト）[19]
- ジョン・スミス
  - 「タントンの部屋で」（2018年11月2日 - 4日、STスポット横浜）[20]
  - 「劇『鳥の映画』」（2019年5月23日 - 26日、神奈川県立青少年センター スタジオHIKARI）[21]

### シリーズ一覧
1. ↑  第2期『II』（2014年）、第4期『IV』（2022年）